# کوه جودا
کوه جودا (به انگلیسی: Mount Judah) یک کوه در ایالات متحده آمریکا است که در کالیفرنیا واقع شده‌است. کوه جودا ۲٬۵۱۲٫۵ متر بالاتر از سطح دریا واقع شده‌است.